# Sebastiania sarmentosa
Sebastiania sarmentosa är en törelväxtart som beskrevs av Marcus Eugene Jones. Sebastiania sarmentosa ingår i släktet Sebastiania och familjen törelväxter. Inga underarter finns listade i Catalogue of Life.